# Peddiea thulinii
Peddiea thulinii är en tibastväxtart som beskrevs av R.P.C. Temu. Peddiea thulinii ingår i släktet Peddiea och familjen tibastväxter. Inga underarter finns listade i Catalogue of Life.